# Herniaria montenegrina
Herniaria montenegrina är en nejlikväxtart som beskrevs av J.M. Perez Dacosta och G. Mateo Sanz. Herniaria montenegrina ingår i släktet knytlingar, och familjen nejlikväxter. Inga underarter finns listade i Catalogue of Life.